# شهرداری لیوبنو
شهرداری لیوبنو (به لاتین: Municipality of Ljubno) یک منطقهٔ مسکونی در اسلوونی است که در اسلوونی واقع شده‌است. شهرداری لیوبنو ۷۸٫۹ کیلومتر مربع مساحت و ۲٬۷۰۱ نفر جمعیت دارد.